# 薩夫蘭 (斯克維拉區)
49°41′52″N 29°33′12″E / 49.69778°N 29.55333°E
薩夫蘭（烏克蘭語：Саврань）是位於烏克蘭北部的村莊，由基辅州白采爾克瓦區的斯克維拉市鎮負責管轄。該村始建於1890年，面積0.36平方公里，海拔高度222米，2001年人口13，人口密度每平方公里36.1人。